# پلاک وسایل نقلیه استان‌های خراسان

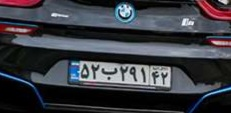
پلاک ۴۲ب متعلق به شهر فریمان

کدهای استان‌های خراسان رضوی، خراسان شمالی و خراسان جنوبی ۱۲، ۲۶، ۳۲، ۳۶، ۴۲، ۵۲ و ۷۴ می‌باشد. در خودروهای عمومی، تاکسی‌ها و خودروهای دولتی حرف پلاک همیشه یکسان است، اما در خودروهای شخصی این حرف (ب) بستگی به شهری دارد که پلاک خودرو در آن ثبت شده است.
با پایان یافتن پلاک ۳۲و شهر مشهد، واگذاری پلاک‌های فکی که یا متعلق به افراد فوت‌شده بوده یا بیش از یک‌سال از تاریخ فک‌شان گذشته، آغاز شده است.
در پلاک خودروهای عمومی استان خراسان رضوی کدهای ایران ۱۲ع، ۳۲ع و ۴۲ع به‌صورت کامل واگذار شدند و اکنون کد ایران ۳۶ع درحال واگذاری است. 
شهرستان‌های نیشابور، سبزوار، قوچان، کاشمر، تربت جام، تایباد، چناران و خواف در استان خراسان رضوی، شیروان و اسفراین در خراسان شمالی، قائنات و فردوس در خراسان جنوبی، هیچ کد و حرف جدیدی برای واگذاری ندارند و از پلاک‌های فکی برای شماره‌گذاری خودروها استفاده می‌کنند.
نکته: لازم به ذکر است که شهرستان‌های زیر، فاقد پلاک جداگانه بوده و پلاک خودرو در این شهرستان‌ها مشترک با شهرستان همجوار یا شهرستانی که از آن منفک شده می‌باشد. شهرستان‌های فیروزه، زبرخان و میان‌جلگه تابع شهرستان نیشابور؛ شهرستان‌های جوین، جغتای، خوشاب، داورزن و ششتمد تابع شهرستان سبزوار؛ شهرستان‌های درمیان و خوسف تابع شهرستان بیرجند؛ شهرستان راز و جرگلان تابع شهرستان بجنورد؛ شهرستان صالح‌آباد تابع شهرستان تربت جام؛ شهرستان‌های کوهسرخ و خلیل‌آباد تابع شهرستان کاشمر؛ شهرستان فاروج تابع شهرستان شیروان (تا سال ۱۳۸۵).

## ۱۲ مشهد
| ۱۲ | ۳۴۵ ۱۲ |

| حرف | شهرستان          | وضعیت واگذاری                                     |
| --- | ---------------- | ------------------------------------------------- |
| الف | دولتی            | سرشماره ۲۹ درحال واگذاری                          |
| ب   | مشهد (۱)         | پایان شماره‌گذاری                                  |
| ت   | تاکسی            | سرشماره ۸۷ درحال واگذاری                          |
| ج   | مشهد (۲)         | پایان شماره‌گذاری                                  |
| د   | مشهد (۳)         | پایان شماره‌گذاری                                  |
| ژ   | جانبازان معلولین | سرشماره ۱۲ درحال واگذاری سرشماره ۵۲ درحال واگذاری |
| س   | مشهد (۴)         | پایان شماره‌گذاری                                  |
| ص   | مشهد (۵)         | پایان شماره‌گذاری                                  |
| ط   | مشهد (۶)         | پایان شماره‌گذاری                                  |
| ع   | عمومی (۱)        | پایان شماره‌گذاری                                  |
| ق   | مشهد (۷)         | پایان شماره‌گذاری                                  |
| ک   | کشاورزی (۱)      | پایان شماره‌گذاری                                  |
| ل   | مشهد (۸)         | پایان شماره‌گذاری                                  |
| م   | مشهد (۹)         | پایان شماره‌گذاری                                  |
| ن   | مشهد (۱۰)        | پایان شماره‌گذاری                                  |
| و   | مشهد (۱۱)        | پایان شماره‌گذاری                                  |
| ه‍   | مشهد (۱۲)        | پایان شماره‌گذاری                                  |
| ی   | مشهد (۱۳)        | پایان شماره‌گذاری                                  |

## ۳۲ خراسان رضوی، شمالی و جنوبی
| ۳۲ | ۳۴۵ ۱۲ |

پلاک موتورسیکلت خراسان رضوی:
۷۶۱، ۷۶۲، ۷۶۳، ۷۶۴، ۷۶۵، ۷۶۶، ۷۶۷، ۷۶۸، ۷۶۹، ۷۷۱، ۷۷۲، ۷۷۳، ۷۷۴، ۷۷۵، ۷۷۶، ۷۷۷، ۷۷۸، ۸۵۷، ۸۵۸، ۸۵۹، ۸۶۱، ۸۶۲
| حرف | شهرستان                                      | استان             | وضعیت واگذاری     |
| --- | -------------------------------------------- | ----------------- | ----------------- |
| ب   | نیشابور، فیروزه، زبرخان و میان‌جلگه ۱         | خ. رضوی           | پایان شماره‌گذاری  |
| ج   | سبزوار، جوین، خوشاب، داورزن، جغتای و ششتمد ۱ | خ. رضوی           | پایان شماره‌گذاری  |
| د   | بیرجند، درمیان، خوسف ۱                       | خ. جنوبی          | پایان شماره‌گذاری  |
| س   | بجنورد، راز و جرگلان ۱                       | خ. شمالی          | پایان شماره گذاری |
| ص   | تربت جام، صالح‌آباد ۱                         | خ. رضوی           | پایان شماره‌گذاری  |
| ط   | قوچان ۱                                      | خ. رضوی           | پایان شماره‌گذاری  |
| ع   | عمومی (۲)                                    | خ. رضوی           | پایان شماره‌گذاری  |
| ق   | گناباد، بجستان ۱                             | خ. رضوی           | پایان شماره‌گذاری  |
| ل   | تربت حیدریه، مه‌ولات، زاوه ۱                  | خ. رضوی           | پایان شماره‌گذاری  |
| م   | کاشمر، خلیل‌آباد، کوهسرخ ۱                    | خ. رضوی           | پایان شماره‌گذاری  |
| ن*  | قائنات، زیرکوه + (تربت حیدریه ۲)             | خ. جنوبی، خ. رضوی | پایان شماره‌گذاری  |
| و*  | فردوس، سرایان، بشرویه + (مشهد ۳۶)            | خ. جنوبی، خ. رضوی | پایان شماره‌گذاری  |
| ه‍   | تایباد، باخرز                                | خ. رضوی           | پایان شماره‌گذاری  |
| ی*  | نهبندان + (نیشابور ۲)                        | خ. جنوبی، خ. رضوی | پایان شماره‌گذاری  |

| کدهای مشترک* | توضیح |
| ------------ | --- |
| ن            | کد مشترک قائن، مه‌ولات و تربت حیدریه (تا سرشماره ۳۵ اختصاصی قائن و از سرشماره ۳۶ به بعد اختصاصی تربت حیدریه) |
| و            | کد مشترک فردوس و مشهد (تا سرشماره ۳۴ اختصاصی فردوس و از سرشماره ۳۵ به بعد اختصاصی مشهد)                     |
| ی            | کد مشترک نهبندان و نیشابور (تا سرشماره ۱۶ اختصاصی نهبندان و از سرشماره ۱۷ به بعد اختصاصی نیشابور)           |

## ۴۲ خراسان رضوی، شمالی و جنوبی
| ۴۲ | ۳۴۵ ۱۲ |

| حرف | شهرستان                         | استان             | وضعیت واگذاری            |
| --- | ------------------------------- | ----------------- | ------------------------ |
| ب   | فریمان                          | خ. رضوی           | سرشماره ۹۲ درحال واگذاری |
| ج*  | شیروان، فاروج + (مشهد)ㅤㅤㅤㅤ  | خ. شمالی، خ. رضوی | پایان شماره‌گذاری         |
| د   | سرخس                            | خ. رضوی           | سرشماره ۷۵ درحال واگذاری |
| س   | درگز                            | خ. رضوی           | سرشماره ۷۱ درحال واگذاری |
| ص   | خواف                            | خ. رضوی           | پایان شماره‌گذاری         |
| ط   | چناران، گلبهار                  | خ. رضوی           | پایان شماره‌گذاری         |
| ع   | عمومی (۳)                       | خ. رضوی           | پایان شماره‌گذاری         |
| ق*  | اسفراین، بام و صفی‌آباد + (مشهد) | خ. شمالی، خ. رضوی | پایان شماره‌گذاری         |
| ل   | بردسکن                          | خ. رضوی           | سرشماره ۸۸ درحال واگذاری |
| م*  | رشتخوار + گناباد ۲              | خ. رضوی           | سرشماره ۸۱ درحال واگذاری |
| ن*  | جاجرم، گرمه + (سبزوار ۲)        | خ. شمالی، خ. رضوی | پایان شماره‌گذاری         |
| و*  | سملقان، مانه + (مشهد)           | خ. شمالی، خ. رضوی | پایان شماره‌گذاری         |
| ه‍*   | سربیشه + (مشهد)                 | خ. جنوبی، خ. رضوی | پایان شماره‌گذاری         |
| ی*  | کلات + (تربت حیدریه ۴)          | خ. رضوی           | سرشماره ۵۵ درحال واگذاری |

| کدهای مشترک* | توضیح                                                                                                 |
| ------------ | --- |
| ج            | کد مشترک شیروان و مشهد (تا سرشماره ۳۶ اختصاصی شیروان و از سرشماره ۳۷ به بعد اختصاصی مشهد)             |
| ق            | کد مشترک اسفراین و مشهد (تا سرشماره ۳۲ اختصاصی اسفراین و از سرشماره ۳۳ اختصاصی مشهد)                  |
| م            | کد مشترک گناباد و رشتخوار (تا سرشماره ۳۶ اختصاصی رشتخوار و از سرشماره ۳۷ مشترک با گناباد)             |
| ن            | کد مشترک جاجرم و سبزوار (تا سرشماره ۱۷ اختصاصی جاجرم و از سرشماره ۱۸ اختصاصی سبزوار)                  |
| و            | کد مشترک سملقان و مشهد (تا سرشماره ۱۸ اختصاصی سملقان و از سرشماره ۱۹ به بعد اختصاصی مشهد)             |
| ه‍            | کد مشترک سربیشه و مشهد (تا سرشماره ۱۲ اختصاصی سربیشه و از سرشماره ۱۳ به بعد اختصاصی مشهد)             |
| ی            | کد مشترک کلات، مه‌ولات و تربت حیدریه (تا سرشماره ۲۱ اختصاصی کلات و از سرشماره ۲۲ مشترک با تربت حیدریه) |

## ۳۶ خراسان رضوی

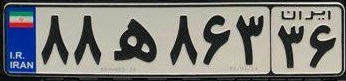
پلاک ۳۶ه‍ متعلق به شهر مشهد

| ۳۶ | ۳۴۵ ۱۲ |

| حرف                   | شهرستان                                      | وضعیت واگذاری            |
| --------------------- | -------------------------------------------- | ------------------------ |
| ب. ج. د. س ص. ط. و. ه‍ | مشهد                                         | پایان شماره‌گذاری         |
| ع                     | عمومی (۴)                                    | سرشماره ۸۱ درحال واگذاری |
| ق                     | کاشمر، خلیل‌آباد و کوهسرخ ۲                   | پایان شماره‌گذاری         |
| ل                     | نیشابور، فیروزه، زبرخان و میان‌جلگه ۳         | پایان شماره‌گذاری         |
| م                     | سبزوار، جوین، خوشاب، داورزن، جغتای و ششتمد ۳ | پایان شماره‌گذاری         |
| ن                     | تربت حیدریه، مه‌ولات، زاوه ۳                  | پایان شماره‌گذاری         |
| ی                     | تربت جام، صالح‌آباد ۲                         | پایان شماره‌گذاری         |

## ۷۴ خراسان رضوی
| ۷۴ | ۳۴۵ ۱۲ |

| حرف                         | شهرستان                                      | وضعیت واگذاری    |
| --------------------------- | -------------------------------------------- | ---------------- |
| ب. د. س. ص. ق م. ن. و. ﻫ. ی | مشهد                                         | پایان شماره‌گذاری |
| ج                           | قوچان ۲                                      | پایان شماره‌گذاری |
| ط                           | نیشابور، فیروزه، زبرخان و میان‌جلگه ۴         | پایان شماره‌گذاری |
| ل                           | سبزوار، جوین، خوشاب، داورزن، جغتای و ششتمد ۴ | پایان شماره‌گذاری |

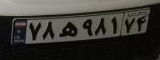
پلاک ۷۴ه‍ متعلق به شهر مشهد

- حرف «ص» پیش از حروف «د» و «س» واگذار شد.

## ۲۶ خراسان شمالی
| ۲۶ | ۳۴۵ ۱۲ |

پلاک موتور: ۷۸۲، ۷۸۱، ۷۷۹
| حرف | شهرستان                | وضعیت واگذاری                                     |
| --- | ---------------------- | ------------------------------------------------- |
| الف | دولتی                  | سرشماره ۲۲ درحال واگذاری                          |
| ب   | بجنورد، راز و جرگلان ۲ | پایان شماره‌گذاری                                  |
| ت   | تاکسی                  | سرشماره ۳۴ درحال واگذاری                          |
| ج   | بجنورد، راز و جرگلان ۳ | پایان شماره‌گذاری                                  |
| د   | بجنورد، راز و جرگلان ۴ | پایان شماره‌گذاری                                  |
| س   | بجنورد، راز و جرگلان ۵ | سرشماره ۵۱ درحال واگذاری                          |
| ژ   | جانبازان معلولین       | سرشماره ۱۱ درحال واگذاری سرشماره ۵۱ درحال واگذاری |
| ص   | شیروان                 | پایان شماره‌گذاری                                  |
| ط   | اسفراین، بام و صفی‌آباد | پایان شماره‌گذاری                                  |
| ع   | عمومی                  | سرشماره ۴۶ درحال واگذاری                          |
| ق   | جاجرم، گرمه            | سرشماره ۵۶ درحال واگذاری                          |
| ک   | کشاورزی                | سرشماره ۳۸ درحال واگذاری                          |
| ل   | سملقان، مانه           | سرشماره ۶۸ درحال واگذاری                          |
| م   | فاروج                  | سرشماره ۴۲ درحال واگذاری                          |
| ن   | ذخیره                  |                                                   |
| و   | ذخیره                  |                                                   |
| ه‍   | ذخیره                  |                                                   |
| ی   | ذخیره                  |                                                   |

## ۵۲ خراسان جنوبی
| ۵۲ | ۳۴۵ ۱۲ |

پلاک موتور: ۷۹۲، ۷۹۱
| حرف | شهرستان                | وضعیت واگذاری            |
| --- | ---------------------- | ------------------------ |
| الف | دولتی                  | سرشماره ۲۲ درحال واگذاری |
| ب   | بیرجند، درمیان، خوسف ۲ | پایان شماره‌گذاری         |
| ت   | تاکسی                  | سرشماره ۳۱ درحال واگذاری |
| ج   | بیرجند، درمیان، خوسف ۳ | پایان شماره‌گذاری         |
| د   | بیرجند، درمیان، خوسف ۴ | پایان شماره‌گذاری         |
| س   | بیرجند، درمیان، خوسف ۵ | سرشماره ۶۱ درحال واگذاری |
| ص   | قائنات، زیرکوه         | پایان شماره‌گذاری         |
| ط   | فردوس، سرایان، بشرویه  | پایان شماره‌گذاری         |
| ع   | عمومی                  | سرشماره ۴۶ درحال واگذاری |
| ق   | نهبندان                | سرشماره ۴۶ درحال واگذاری |
| ک   | کشاورزی                | سرشماره ۲۴ درحال واگذاری |
| ل   | سربیشه                 | سرشماره ۴۱ درحال واگذاری |
| م   | ذخیره                  |                          |
| ن   | ذخیره                  |                          |
| و   | ذخیره                  |                          |
| ه‍   | ذخیره                  |                          |
| ی   | ذخیره                  |                          |

## استان خراسان ۱۲، ۳۲، ۴۲، ۳۶، ۷۴، ۲۶، ۵۲
| حرف | ۱۲      | ۳۲                  | ۴۲                    | ۳۶            | ۷۴        | ۲۶           | ۵۲               |
| --- | ------- | ------------------- | --------------------- | ------------- | --------- | ------------ | ---------------- |
| ب   | مشهد ۱  | نیشابور ۱           | فریمان                | مشهد ۱۸       | مشهد ۲۶   | بجنورد ۲     | بیرجند ۲         |
| ج   | مشهد ۲  | سبزوار ۱            | شیروان، مشهد ۱۴       | مشهد ۱۹       | قوچان ۲   | بجنورد ۳     | بیرجند ۳         |
| د   | مشهد ۳  | بیرجند ۱            | سرخس                  | مشهد ۲۰       | مشهد ۲۸   | بجنورد ۴     | بیرجند ۴         |
| س   | مشهد ۴  | بجنورد ۱            | درگز                  | مشهد ۲۱       | مشهد ۲۹   | بجنورد ۵     | بیرجند ۵         |
| ص   | مشهد ۵  | تربت جام ۱          | خواف                  | مشهد ۲۲       | مشهد ۲۷   | شیروان       | قائنات، زیرکوه ۲ |
| ط   | مشهد ۶  | قوچان ۱             | چناران، گلبهار        | مشهد ۲۳       | نیشابور ۴ | اسفراین      | فردوس            |
| ق   | مشهد ۷  | گناباد ۱            | اسفراین، مشهد ۱۵      | کاشمر ۲       | مشهد ۳۰   | جاجرم، گرمه  | نهبندان          |
| ل   | مشهد ۸  | تربت حیدریه ۱       | بردسکن                | نیشابور ۳     | سبزوار ۴  | سملقان، مانه | سربیشه           |
| م   | مشهد ۹  | کاشمر ۱             | رشتخوار، گناباد ۲     | سبزوار ۳      | مشهد ۳۱   | فاروج        | ㅤㅤذخیره        |
| ن   | مشهد ۱۰ | قائن، تربت حیدریه ۲ | جاجرم، سبزوار ۲       | تربت حیدریه ۳ | مشهد ۳۲   | ㅤذخیرهㅤ    | ㅤㅤذخیره        |
| و   | مشهد ۱۱ | فردوس، مشهد ۳۶      | سملقان، مانه، مشهد ۱۶ | مشهد ۲۴       | مشهد ۳۳   | ㅤذخیرهㅤ    | ㅤㅤذخیره        |
| ه‍   | مشهد ۱۲ | تایباد              | سربیشه، مشهد ۱۷       | مشهد ۲۵       | مشهد ۳۴   | ㅤذخیرهㅤ    | ㅤㅤذخیره        |
| ی   | مشهد ۱۳ | نهبندان، نیشابور ۲  | کلات، تربت حیدریه ۴   | تربت جام ۲    | مشهد ۳۵   | ㅤذخیرهㅤ    | ㅤㅤذخیره        |